# Ракитня (приток Вытебети)
Ракитня — река в России, протекает по Знаменскому району Орловской области.
Река Ракитня берёт начало в районе села Знаменское. Течёт на запад. Устье реки находится у деревни Булатово в 95 км по правому берегу реки Вытебеть. Длина реки составляет 16 км, площадь водосборного бассейна — 73 км².

## Данные водного реестра
По данным государственного водного реестра России относится к Окскому бассейновому округу, водохозяйственный участок реки — Ока от города Белёв до города Калуга, без рек Упа и Угра, речной подбассейн реки — бассейны притоков Оки до впадения Мокши. Речной бассейн реки — Ока.
Код объекта в государственном водном реестре — 09010100512110000020025.